# Libertad Democrática Renovada
Libertad Democrática Renovada (LIDER) fue un partido político guatemalteco durante el período 2009-2016. Fue fundado por diputados que salieron de la Unidad Nacional de la Esperanza, aunque posteriormente fue cancelado por reiteradas violaciones a la Ley Electoral.

## Historia
LIDER surge como una bancada formada por los congresistas disidentes de la Unidad Nacional de la Esperanza (UNE), liderados por Manuel Baldizón, quienes se declararon independientes a finales de 2008 por desacuerdos con la Secretaría General del partido. El comité pro formación se organizó ese mismo año originalmente bajo el nombre "Alianza por el bien de todos", mismo que posteriormente fue cambiado por "Libertad Democrática Renovada".
En el 2010 dicho comité enfrentó problemas legales ante el Tribunal Supremo Electoral por publicitar a Baldizón como candidato presidencial fuera del tiempo establecido para el proselitismo, lo cual es una violación al artículo 57 la Ley Electoral y de Partidos Políticos. El caso fue elevado a la Corte de Constitucionalidad, pero fue impugnado con el argumento que a un comité pro formación no se le podía sancionar con las mismas mediadas que a un partido inscrito. La Corte emitió un fallo favorable a LIDER, el cual concretó su inscripción el 25 de noviembre de 2010.

### Elecciones de 2011
De cara a las elecciones a celebrarse en septiembre, LIDER proclamó en su Asamblea Nacional de junio de 2011 al binomio presidencial formado por el  diputado, empresario y doctor en derecho Manuel Baldizón junto a Raquel Blandón, ex primera dama de Vinicio Cerezo, como compañera de fórmula.
La campaña de Baldizón se caracterizó por ser una de las más controvertidas en la historia política de Guatemala. Populismo, acarreos masivos de personas a los mítines y ofrecimientos desmedidos e irreales fueron las principales acusaciones que recibió el candidato por parte de sus opositores políticos y diversos sectores de la sociedad.
Las primeros sondeos de opinión publicados posicionaban en los últimos puestos de preferencia popular. No obstante, la aceptación del partido creció vertiginosamente hasta alcanzar el segundo lugar de la preferencia, previo a las elecciones. Varios analistas coinciden en que LIDER fue beneficiado con en fallo en la inscripción de la candidatura de la coalición UNE-GANA, ya que al presentar una propuesta similar logró captar ese caudal de votos que quedó sin representación.
Baldizón obtuvo el segundo lugar de la elección presidencial con el 23,20 % del total de votos. Al no haber obtenido Otto Pérez Molina del Partido Patriota la mayoría absoluta de la intención de voto, él y Baldizón se disputaron la presidencia en una segunda ronda de votación convocada para el 6 de noviembre de 2011.
Después de segunda intensa campaña, marcada por las acusaciones difamatorias por parte de ambos candidatos, Pérez Molina resultó elegido Presidente por un estrecho margen de ventaja, quedando Baldizón en segundo lugar con el 45,52 % del total de votos según el conteo preliminar

### Elecciones presidenciales de 2015
El 3 de mayo de 2015, Manuel Baldizón es proclamado candidato a la presidencia, junto a Edgar Barquín, como vicepresidenciable.

## Ideología
LIDER se define como una organización humanista, igualitaria, pacifista y democrática. Sin embargo, Baldizón incluyó en su propuesta de campaña presidencial en el 2011 la aplicación de la pena de muerte como medida de reducción de la violencia criminal que aqueja al país.
El partido no ha seguido una línea ideológica fija. Analistas suelen ubicarlo en el centro político, puesto que LIDER impulsa propuestas tanto de izquierda como de derecha.

## Controversias y críticas
LIDER se ha caracterizado como una organización controvertida por sus posturas políticas, así como tener la mayor cantidad de ausencias en las sesiones plenarias del Congreso. Además, a la fecha, han sobrepasado el techo de presupuesto para su campaña electoral por más de GTQ.9 Millones. (US$1,170,000). Recientemente, se ha publicado en los medios noticieros de Guatemala un discurso a puerta cerrada en el cual el candidato Manuel Baldizón habla sobre la importancia de "acarrear" votantes, junto con otras palabras controversiales. Entre otros hechos, se han publicado videos en los cuales manifestantes pacíficos en contra del partido LIDER han sido atacados y amenazados por simpatizantes del partido. También se han publicado otros videos en los cuales los mismos guardaespaldas de Manuel Baldizón atacan con gas pimienta a manifestantes pacíficos que no presentaban ningún daño o peligro contra la integridad ni de Baldizón o de sus simpatizantes.
Según la organización Insight Crime, el partido LIDER está muy vinculado con grupos de narcotraficantes.

## Candidatos a la Presidencia de Guatemala
| Año electoral | Candidato       | 1.ª vuelta     | 1.ª vuelta   | 2.ª vuelta     | 2.ª vuelta  |
| Año electoral | Candidato       | Total de votos | Porcentaje   | Total de votos | Porcentaje  |
| ------------- | --------------- | -------------- | ------------ | -------------- | ----------- |
| 2011          | Manuel Baldizón | 1.038.287      | 23,208% (2°) | 1.981.003      | 46,26% (2°) |
| 2015          | Manuel Baldizón | 930.905        | 19,38% (3°)  |                |             |